# کالج نظامی سلطنتی کانادا
کالج نظامی سلطنتی کانادا (فرانسوی: Collège militaire royal du Canada‎) دانشگاه نظامی زیرمجموعه نیروهای مسلح کانادا است، که در سال ۱۸۷۶ تأسیس شد.
کالج نظامی سلطنتی کانادا یک آکادمی نظامی است که از سال ۱۹۵۹ به دانشگاه ارتقا پیدا کرد. این دانشگاه اولین کلاس‌های خود را در ۱ ژوئن ۱۸۷۶ برگزار کرد. برنامه‌ها در مقاطع کارشناسی و کارشناسی ارشد، هم در دانشگاه و هم از طریق برنامه آموزش از راه دور کالج از طریق بخش مطالعات مداوم ارائه می‌شوند.
این کالج که در پوینت فردریک، منطقه‌ای به مساحت ۴۱ هکتار در کینگستون، انتاریو واقع شده است، ترکیبی از ساختمان‌های تاریخی و امکانات مدرن‌تر دانشگاهی، ورزشی و خوابگاهی است. دانشجویان افسری کالج نظامی سلطنتی کانادا در رشته‌هایی که به عنوان «چهار رکن» شناخته می‌شوند، آموزش می‌بینند که شامل: تحصیلات دانشگاهی، افسری، ورزش و دوزبانگی می‌باشند.